# Дзялынский, Павел Ян
 Павел Ян Дзялынский (пол. Paweł Jan Działyński; около 1594 — 17 июля 1643, Братян) — государственный и военный деятель Речи Посполитой, воевода поморский (1630—1643), староста жарновецкий (1638), скаршевский, ковальский, ясенецкий и братянский, подскарбий земский прусский.

## Биография
Представитель польского дворянского рода Дзялынских герба «Огоньчик». Сын воеводы хелминского Николая Дзялынского (ок. 1540—1604) и Катарины Дульской.
Он учился в Эльблонге (1607), Бранево (1608), Иезуитском колледже в Познани (1609) и в Падуанском университете (1614—1615).
Староство братянское он получил в 1613 году с согласия короля от своей матери, которая в 1604—1613 годах управляла этим староством. Во время польско-турецкой войны (1620—1621) в 1620 году он был назначен комиссаром сейма при гетмане великом литовском Яне Кароле Ходкевиче. В 1620—1630 годах он был послом шляхты от Хелмненского воеводства. Был послом от Свецкого повета на варшавский сейм 1626 года. Был послом от Хелмненского воеводства на сеймы 1627 и 1629 года. Будучи членом обычного сейма 1629 года, он был назначен комиссаром по жалованью королевской армии. С 1630 года — прусский казначей. 16 мая 1630 года он был назначен воеводой поморским. Он был избирателем Владислава IV Вазы на элекционном сейме от Поморского воеводства в 1632 году. В 1635 году по эмфитевтическому праву он стал старостой братянским на 26 лет.
В 1633 году Павел Ян Дзялынский был назначен сенатором-резидентом.
Он стремился монополизировать торговлю с Гданьском на подконтрольной ему территории (включая соль, сельдь, пиво и водку, производимые в старостах). Он сделал это, используя судоходство по реке Дрвенце.
В 1637—1638 годах участвовал в разрешении конфликта между Гданьском и королем Владиславом IV. Конфликтообразующим фактором стала таможенная пошлина, взимаемая для Республики Польша в порту.
Из-за своего религиозного рвения и открытой антипротестантской позиции он стремился ограничить Реформацию. С этой целью в 1624 году он учредил реформатский францисканский орден в Нове-Място-Любавске, а затем в Лонках Братянских. Он основал монастырь и церковь. В 1629 году монастырь был разрушен. Затем он построил еще один монастырь в Локах (позже Богородичный святилище), который, в свою очередь, сгорел. В 1638—1639 годах он основал еще один монастырь, на этот раз кирпичный. 16 февраля 1639 года был подписан акт, подтверждающий его основание. Он также финансировал убранство церкви в Нове-Място-Любавске. В 1642 году он принял участие в урегулировании торуньских католиков и протестантов (конфликт возник в 1641 году после беспорядков во время шествия Тела Христова).
Павел Ян Дзялынский скончался 17 июля 1649 года в Братяне. Похоронен 10 ноября 1649 года в гробнице базилики Св. Томаш в Нове-Място-Любавске. После его смерти, скорее всего, по просьбе жены, было изготовлено могильная хоругвь (размеры 7 м х 3,2), которое должно было зафиксировать черты покойного и описать его подвиги.

## Семья
Павел Ян Дзялынский был женат на Ядвиге Чарнковской, дочери воеводы ленчицкого Адама Седзивоя Чарнковского (1555—1627). У супругов были две дочери и три сына:
- Адам Дзялынский (1614—1660), староста братянский[пол.]
- Ян Дзялынский (ум. после 1667), подстолий добжиньский
- Казимир Дзялынский
- Катарина Дзялынская (ум. 1648), жена старосты быдгощского Франтишека Оссолинского (1625—1648).
- Ядвига Дзялынская